# Selección de korfbal de Escocia
La Selección de korfball de Escocia está dirigida por la Scottish Korfball Association (SKA), que representa a Escocia en las competiciones internacionales de korfball. Entró en competición en 2007, cuando la selección de korfball de Gran Bretaña se dividió en 3 equipos: Inglaterra, Gales y Escocia.

## Participaciones

### Campeonato Europeo de Korfbal
| Año         | Pos.                               |
| ----------- | ---------------------------------- |
| 1998 a 2006 | Jugaron como parte de Gran Bretaña |
| 2010        | 15°                                |
| 2014 a 2016 | No participó                       |
| 2018        | 14°                                |
| 2021        | Por determinar                     |

### Korfball European Bowl
| Año  | Pos.       |
| ---- | ---------- |
| 2007 | 4° (oeste) |
| 2009 | 2° (oeste) |
| 2013 | 3° (oeste) |

## Equipo actual
| - Nicol Harrow - Joanna Cook - Jen Merritt - Jena Connolly - Rachel Pennington - Rebecca Fitch | - Kyle Crombie () - Alex Forrest - Angus Davidson - Calum Lindsay - David Wiseman - George Rourke - Jimmy Seymour | Equipo técnico - Entrenador: Johan Oosterling - Entrenador asistente: Bas Harland - Jefe de equipo: Graham Robertson |

- Datos: Q7435695

1. 1 2  «International Korfball Federation | Pagina niet gevonden - International Korfball Federation». web.archive.org. 20 de septiembre de 2013. Archivado desde el original el 20 de septiembre de 2013. Consultado el 18 de marzo de 2021.
2. ↑  «Wales win European Bowl western division». archive.is. 4 de agosto de 2012. Archivado desde el original el 4 de agosto de 2012. Consultado el 18 de marzo de 2021.
3. ↑  «On-line match database - International Korfball Federation». web.archive.org. 15 de diciembre de 2009. Archivado desde el original el 15 de diciembre de 2009. Consultado el 18 de marzo de 2021.
4. ↑  «International Korfball Federation | Three qualifiers for the 2014 IKF European Korfball Championship - International Korfball Federation». web.archive.org. 21 de enero de 2014. Archivado desde el original el 21 de enero de 2014. Consultado el 18 de marzo de 2021.